# 歙县城墙

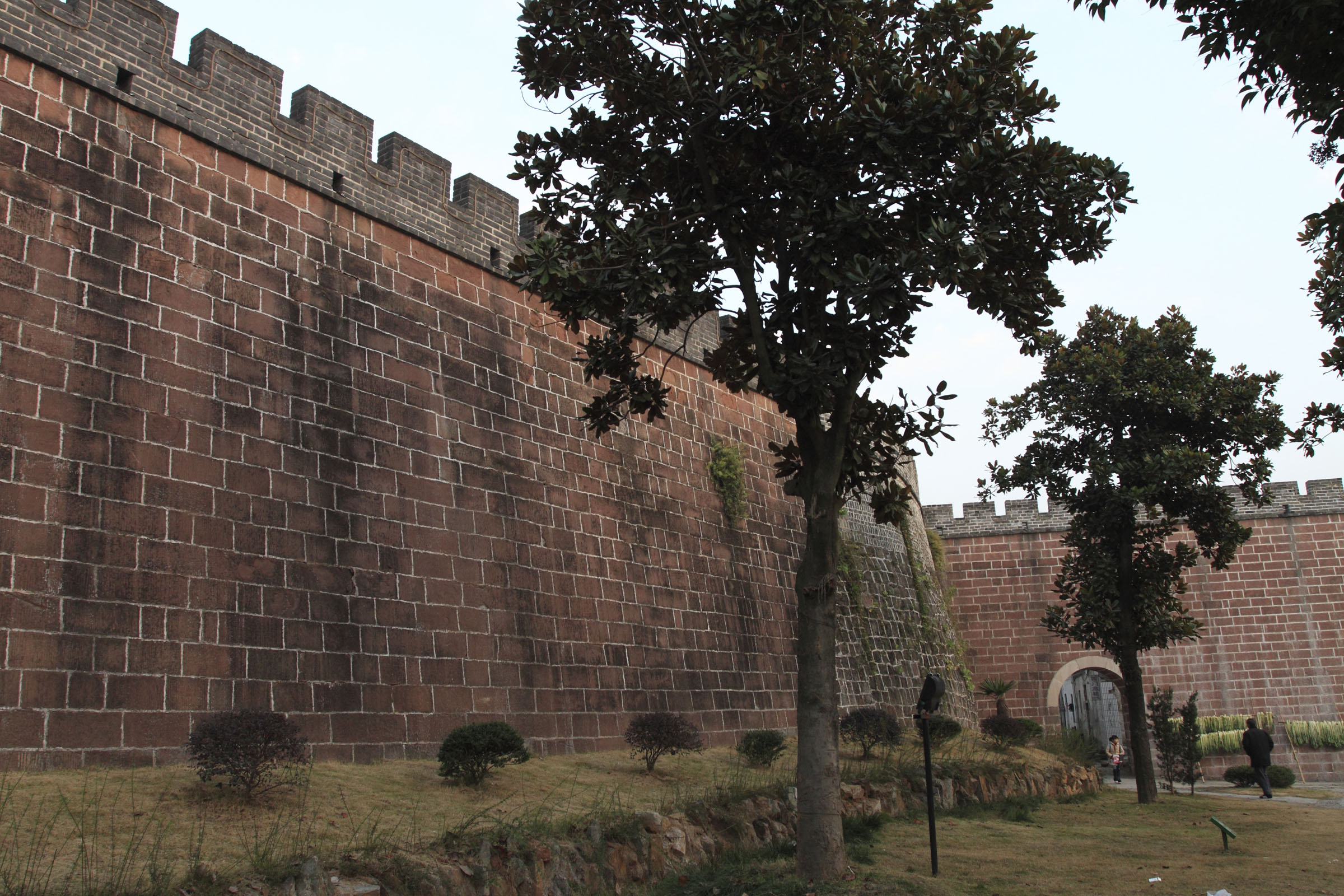
歙县城墙

歙县城墙，位于中国安徽省歙县。始建于隋朝末年（617年前后）。

## 历史
歙县城墙由府城与县城组成。府城始建于隋代。唐中和二年（882年）扩建。现存城墙约1500米，以及西门月城，东谯楼、南谯楼、应公井、蛤蟆井、打箍井等宋以前古迹。大北街、斗山街、中山巷等街巷则基本保持着明清风貌。
县城建于明嘉靖34年（1555年）。1949年后，紫阳门、玉屏门拆除，仅存新安门、问政门。

## 城门
府城有5门，分别为东为德胜门，南为南山门，西为潮水门，北为镇安门（小北门）、临溪门（大北门）。
县城有4门，分别为南为紫阳门，东为问政门，北为新安门，西北为玉屏门。